# Thomas-Mann-Villa (München)

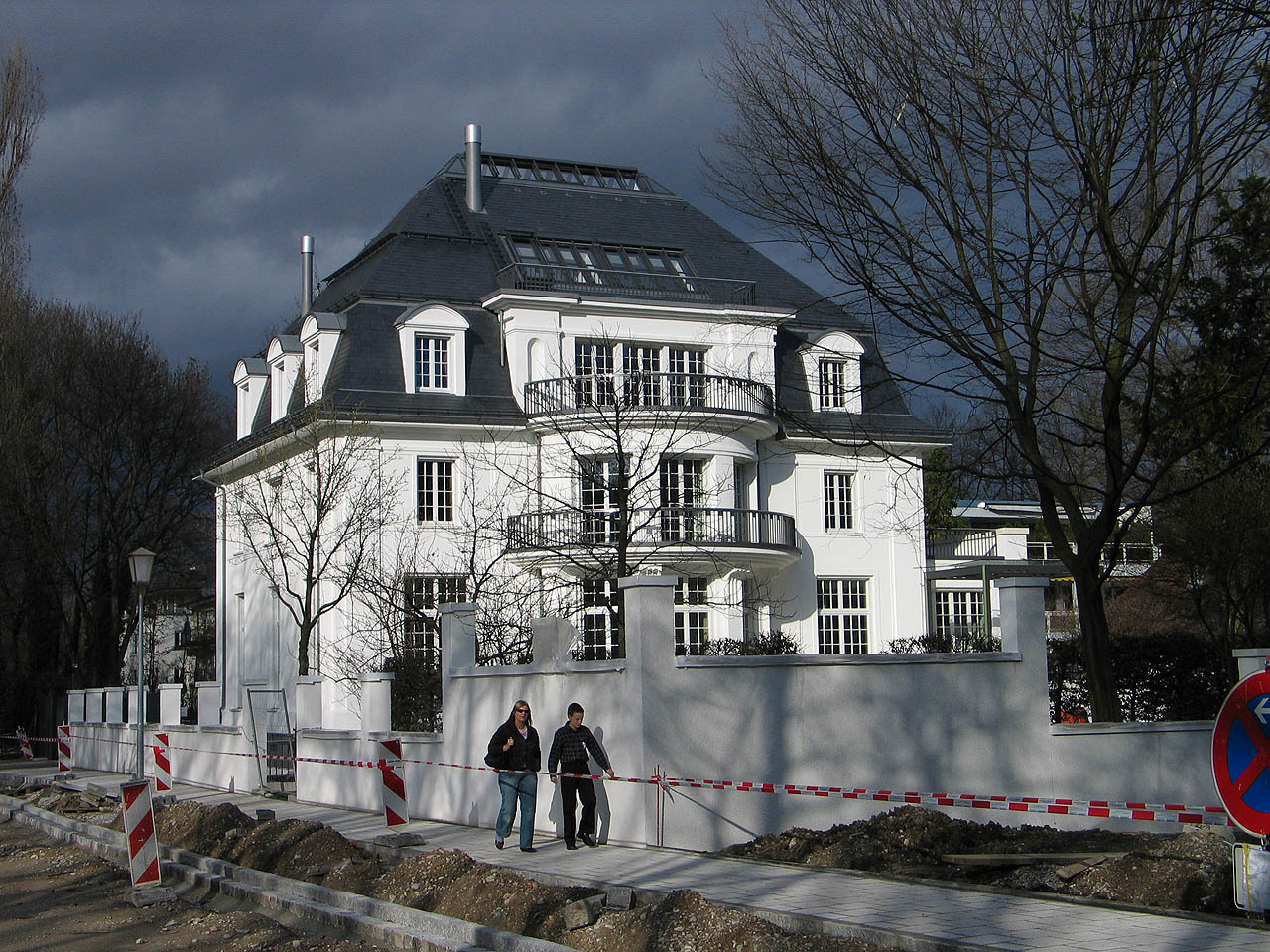
Neubau der ehemaligen Thomas-Mann-Villa in München, Foto 2006

Die Thomas-Mann-Villa ist ein literarischer Erinnerungsort. Von 1914 bis 1933 war sie in der Münchner Poschingerstraße 1 (heute Thomas-Mann-Allee 10) im Stadtteil Bogenhausen die Wohn- und Arbeitsstätte des deutschen Schriftstellers und Literaturnobelpreisträgers Thomas Mann und seiner Familie. Thomas Mann vollendete und begann hier wichtige Teile seines literarischen Œuvres, wobei sowohl das Gebäude sowie seine nähere Umgebung wiederholt einen bemerkenswerten Einfluss auf die literarische Produktion der gesamten Familie hatte. Nachdem die Familie Mann ins Exil gegangen war, wurde die Villa im Zweiten Weltkrieg schwer beschädigt und kurze Zeit später abgerissen. Heute befindet sich hier ein Nachbau des Gebäudes. Das Thomas Mann House in Pacific Palisades, Los Angeles, das er und seine Familie zwischen 1942 und 1952 im amerikanischen Exil bewohnten, ist heute eine transatlantische Begegnungsstätte zwischen den USA und der Bundesrepublik Deutschland.

## Lage und Architektur

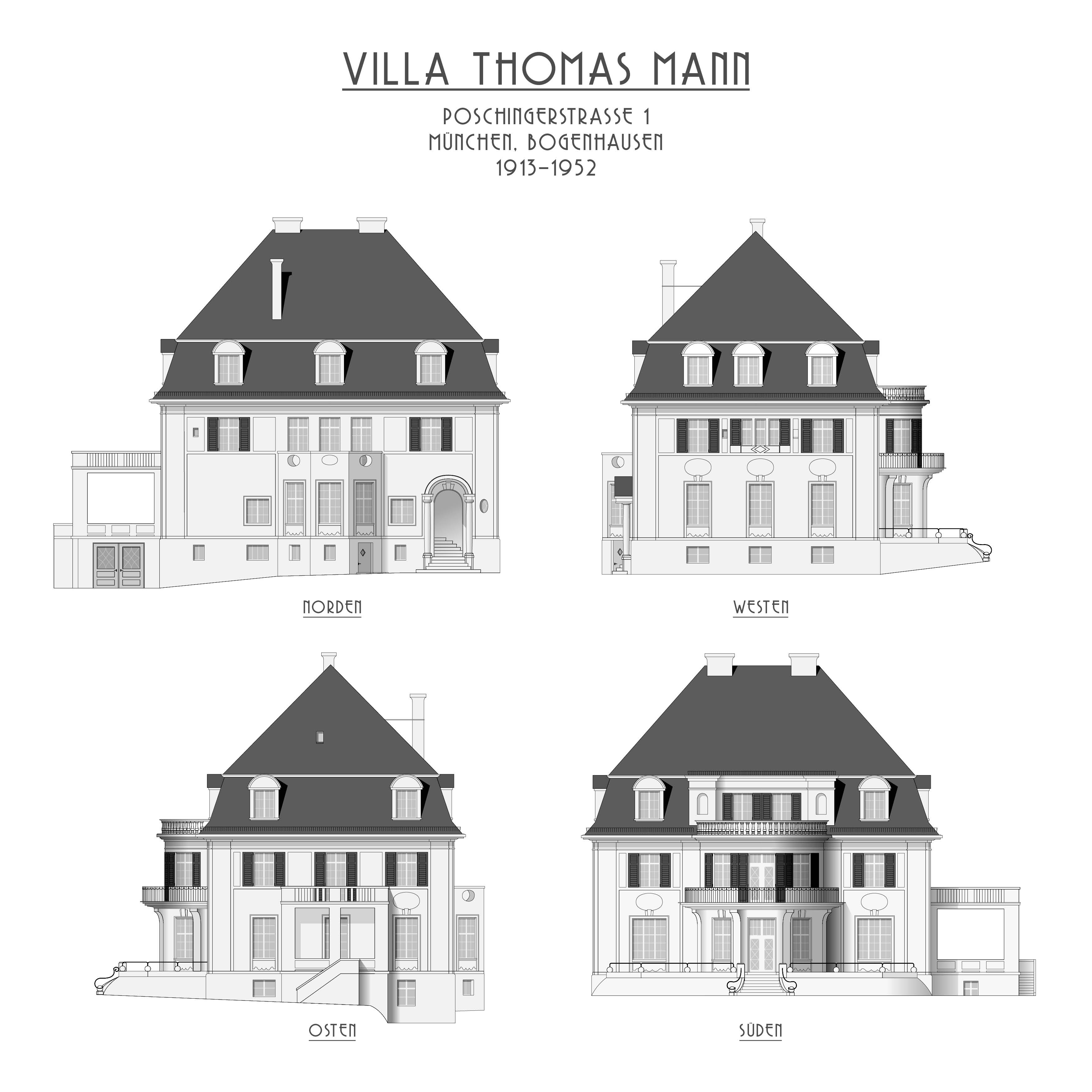
Ansicht der Thomas-Mann-Villa

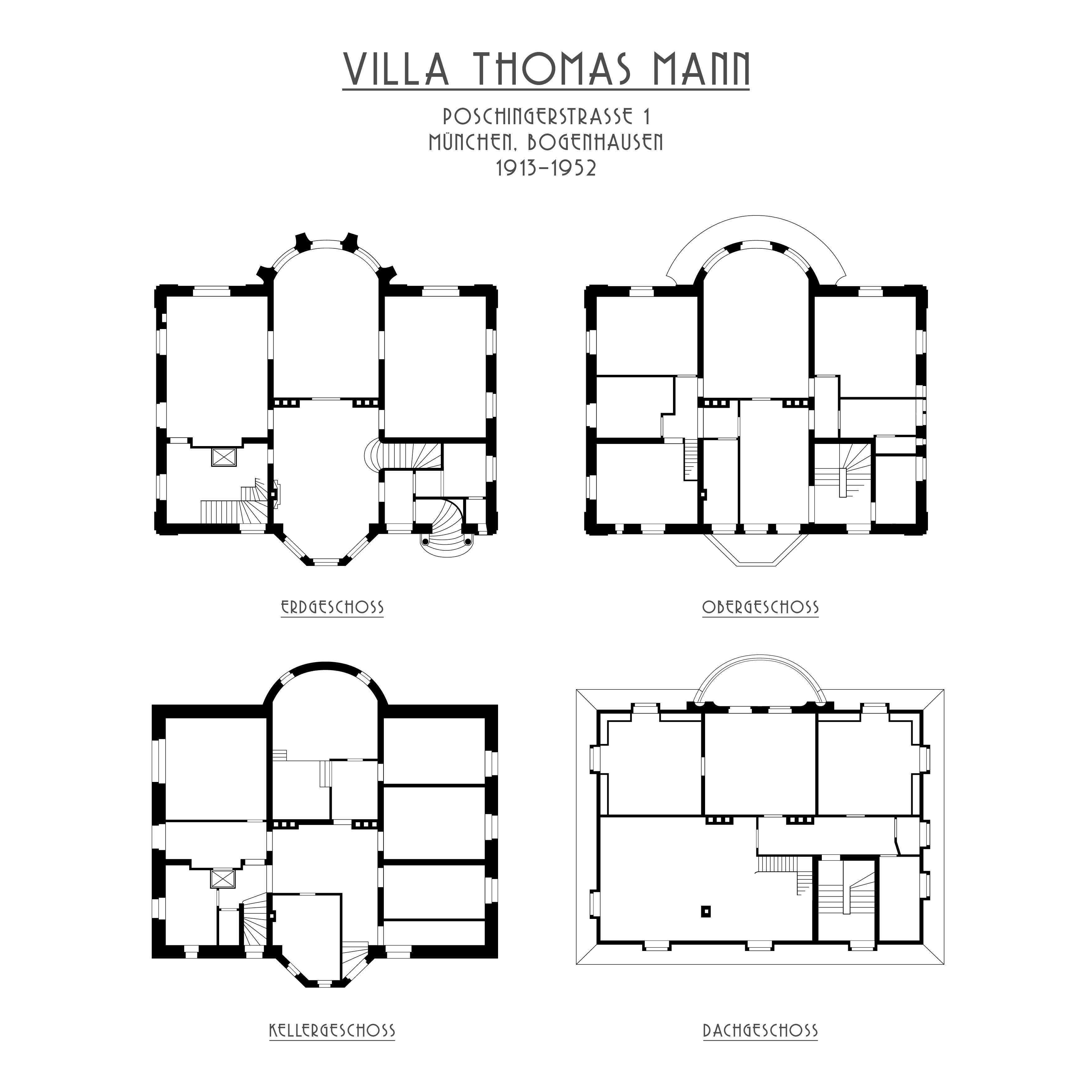
Grundriss der Thomas-Mann-Villa

Das Gebäude wurde zwischen 1913 und 1914 nach Plänen der Münchner Architektenbrüder Alois und Gustav Ludwig errichtet und lag am Rande eines Villenviertels des erst neu besiedelten Herzogparks im Stadtteil Bogenhausen im Norden Münchens. In direkter Nachbarschaft lebten unter anderem der Dirigent Bruno Walter, der Germanist Robert Hallgarten, dessen Sohn Richard eine enge Freundschaft mit Thomas Manns Kindern Erika und Klaus verband, der Schriftsteller Bruno Frank und der Historiker Erich Marcks. Der Schriftsteller und spätere Biograf Thomas Manns Peter de Mendelssohn beschrieb das Anwesen als weder münchnerisch, noch lübeckisch und auch „durchaus nicht künstlerisch“, sondern vielmehr „bürgerlich-herrschaftlich“. Eine frühe Homestory aus dem Jahr 1915 vermittelte der Öffentlichkeit schon damals einen Eindruck von einem Besuch in dem Dichterhaus:
„Am bewaldeten Uferhang der Isar hat er sich angesiedelt, wo man die Frauentürme sieht und am Horizont die Berge. Halb versteckt unter alten Bäumen liegt das Haus. Ein von Säulen getragenes Portal führt hinein, stattlich, doch einfach in der Form wie die ganze Villa. Schön profiliert sind ihre Fenster, und ein Balkonerker ist ihr breit vorgelagert. Keine Unruhe dringt in diese vornehme Abgeschlossenheit. Es gibt keinen Salon. Die Arbeitsstube des Herrn und das Zimmer der Frau sind die beiden Haupträume. „Die zwei Herzkammern des ganzen Heims“ hat sie ein alter Freund genannt. Schon in der Diele wird der Besucher auf die Neigungen und den Beruf dessen, der hier wohnt, hingewiesen. Den großen runden Tisch der Halle bedecken die neuesten Broschüren und Zeitschriften; bequeme Lehnsessel neben dem Kamin laden zum Lesen ein.“ 
Neben der großen Diele, dem Zimmer Katia Manns, dem große Arbeitszimmer Thomas Manns mit dem halbrunden Erker und Zugang auf die Gartenterrasse befanden sich im erhöht gelegenen Erdgeschoss zudem eine Anrichte mit Speiseaufzug zur unterhalb gelegenen Küche und ein Speisezimmer. Ein Treppenhaus für die Familie Mann und ein etwas kleineres für die Bediensteten führte ins Obergeschoss. Hier lagen die Schlafräume von Thomas und Katia Mann, zwei Bäder, zwei Kinderzimmer, ein sogenanntes Nähzimmer und das Zimmer des Kinderfräuleins. Im darüber liegenden Dachgeschoss hatten die ältesten Kinder Klaus, Erika und Golo Mann ihre Zimmer, darüber befand sich ein weitläufiger Oberspeicher. Im Kellergeschoss hatten neben den Hauswirtschaftsräumen ein Chauffeur, Köchin und Stubenmädchen ihre Unterbringung und an der Nordfassade des Hauses schloss sich ein Anbau mit Garagen und einer überdachten Pergola an.
Der repräsentative Villenbau im großbürgerlichen Stil aus Thomas Manns Schaffensphase noch vor dem Ersten Weltkrieg stellt einen deutlichen Kontrastpunkt zu seinem späteren, 1941 in Auftrag gegebenen Wohnhaus im amerikanischen Exil in Pacific Palisades dar, für das er wesentlich moderne und schlichtere Formen für seine Umgebung gewählt hatte.

## Geschichte

### 1913–1933: Wohnhaus der Familie Mann
Thomas Mann und seiner Frau Katia erwarben das Grundstück an der Poschingerstraße, Ecke Föhringer Allee im Frühjahr 1913. Im Frühjahr 1914 konnten es die Manns zusammen mit den Kindern Erika, Klaus, Golo und Monika beziehen. Später kamen hier die beiden letzten Kinder Elisabeth und Michael zur Welt.

### 1933–1945: Enteignung
Mit der Machtergreifung Hitlers im Februar 1933 sahen sich Thomas Mann und viele seiner Familienangehörige als entschiedene Gegner der NS-Ideologie gezwungen, ins Exil zu gehen. Noch während das Haus für einige Monate vermietet werden konnte, wurden von der Bayerischen Politischen Polizei erste Konfiszierungen vorgenommen. Freunden und Hausangestellten gelang es, im Lauf der kommenden Monate vereinzelt Bücher, Familienstücke und Möbel aus dem Haus zu bringen und an Thomas Mann in die Schweiz zu schicken. Viele dieser Gegenstände sind heute Teil von Sammlungen und Wanderausstellungen über die Schriftstellerfamilie. Mit Thomas Manns Ausbürgerung im Dezember 1936 erfolgte die völlige Enteignung seines Besitzes. Im Rahmen einer sich anschließenden öffentlichen Versteigerung des verbliebenen Inventars löste sich der Haushalt der Familie Mann dann gänzlich auf. Zwischen November 1937 und Dezember 1939 hatte der von Heinrich Himmler begründete Lebensborn e.V. eine Niederlassung in dem Haus eingerichtet, einer Einrichtung zum Heranziehen von Kindern in nationalsozialistischer Ideologie und unter „rassenreinem Ariertum“. Es schloss sich ein Umbau zur Vermietung des Gebäudes an hohe Staatsbeamte und deren Familie an. Mehrere Bombenschäden durch einen Fliegerangriff im April 1944 führten dem mittlerweile leerstehenden Haus dann schwere Schäden zu.

### 1945–1952: Nachkriegszeit
Am 9. Mai 1945 besichtigte Klaus Mann als Sergeant der US-Army und Sonderberichterstatter der "Stars and Stripes" sein leerstehendes Elternhaus und beschreibt in einem Brief an seinen Vater den desolaten Zustand des Gebäudes:
„Da war schon das Hallgartensche Haus – Rickis Haus: es steht noch! Und das unsere? Ja, auch unseres steht. Zunächst hielt ich es für unbeschädigt. Auf den ersten Blick nimmt sich das alte Ding gar nicht so übel aus. Der reine Bluff! – wie ich bei näherem Hinschauen alsbald konstatieren mußte. Das Gerüst hat standgehalten, aber nur als Attrappe und hohle Form. Drinnen ist alles wüst und ausgebrannt, wie in Hitlers »Berghof«. Über zerborstene Stufen kletterte ich zum Portal und schlüpfte durch ein Ruß-geschwärztes Loch – wohin? Wo befand ich mich? Doch nicht in unserer Diele? Die war größer gewesen, mindestens doppelt so groß, und überhaupt ganz anders. Durch Schutt und Asche tastete ich mich weiter ins Haus hinein. Fremd, fremd, fremd – und doch auch wieder nicht! Hier, dieser Fensterbogen schien urvertraut, auch der Kamin hatte die alte Form. Es war also doch die Diele? Aber dann läge Mieleins Salon zur rechten Hand und dort drüben, links, müßte das Eßzimmer sein. Statt dessen gab es dort durchaus unbekannte Räumlichkeiten. Hier stimmte etwas nicht. Man hatte neue Wände eingebaut: aus vier großen Räumen waren sechs kleinere geworden. “ 
Nach Kriegsende wurden vom Münchner Wohnungsamt 1945 und 1948 ausgebombte Familien in dem Gebäude einquartiert. 1951 lebten in dem Haus dann rund 57 Personen, von denen eine Vielzahl Geflüchtete aus der Ukraine und Russland stammten. Es bestand zudem eine Viehhaltung im Inneren des Hauses. Im Rahmen eines Wiedergutmachungsverfahrens wurden Thomas Mann 1948 die Eigentumsrechte an Grundstück und Gebäude wieder zugesprochen. Zu dieser Zeit wurden durch die Münchner Lokalbaukommission erhebliche Schäden durch Zerstörung und Verfall an dem Gebäude festgehalten. Aufgrund einer möglichen Seuchen- und Einsturzgefahr wurde das Ruinengrundstück Anfang 1952 von den verbliebenen Bewohnern geräumt und mit Genehmigung Thomas Manns bis auf die Oberkante der Kellerdecke abgebrochen.

### 1952–Heute: Gegenwart
Nach dem Verkauf des Grundstücks wurde 1955 auf den noch erhaltenen Grundmauern ein Einfamilienhaus in Bungalow-Form errichtet, das wiederum im Jahr 2002 abgerissen wurde. Das Gelände ging an den deutschen Finanzmanager Alexander Dibelius, der im Jahr 2006 an gleicher Stelle den zweiten Neubau einweihen konnte. Dieser Neubau war unter Auflage entstanden, mit seiner Fassade der historischen Thomas-Mann-Villa zu entsprechen, er weist in seinem Inneren aber eine gänzlich moderne Aufteilung auf. Der Bau dient seither als luxuriöses Privathaus.

#### Im Werk von Thomas Mann

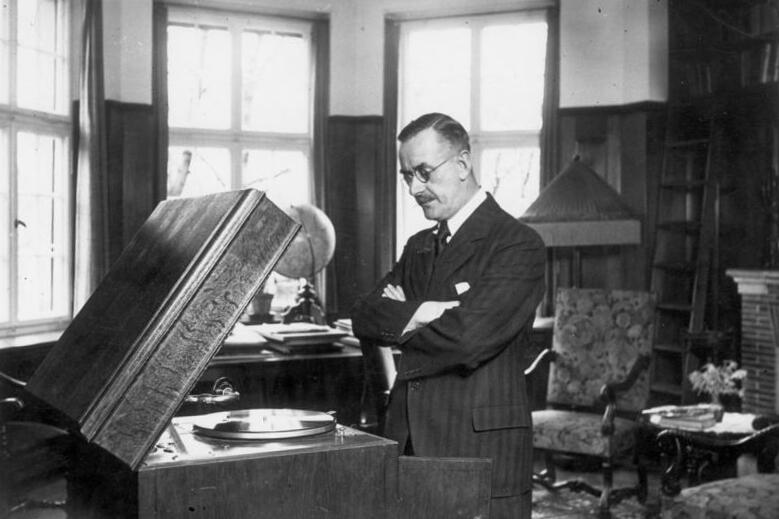
Thomas Mann an seinem Musikapparat in der Diele des Münchner Hauses, 1932.

### Rezeption

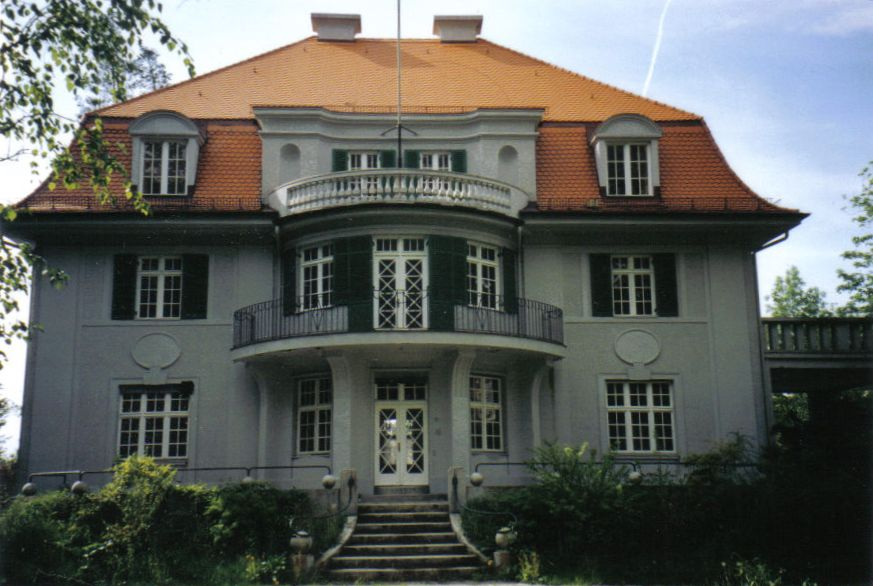
Kulisse auf dem Bavaria-Filmgelände in Geiselgasteig